# Валтонен, Мато
Ма́то Ва́лтонен (фин. Markku Juhani ”Mato” Valtonen; род. 21 февраля 1955, Лоймаа, Финляндия) — финский сценарист, актёр и музыкант. Участник рок-группы Leningrad Cowboys.